# جیم لهرر
جیمز چارلز "جیم" لهرر (به انگلیسی: James Charles "Jim" Lehrer) (زاده ۱۹ مه ۱۹۳۴ – درگذشته ۲۳ ژانویه ۲۰۲۰) از شخصیت‌های مشهور تلویزیونی آمریکا بود.
وی مجری شبانگاهی برنامه تلویزیونی ساعت خبری با جیم لهرر از شبکه سرتاسری پی بی اس می‌باشد (که برنده جایزه امی می‌باشد).
لهرر که در تگزاس بزرگ شد، دانش‌آموخته دانشگاه میزوری در کلمبیا است.

## جستارهای مربوط
- چارلی رز
- جی لنو
- جان استوارت